# نيكلاس بينتنر
نيكلاس بيندتنر (بالدنماركية: Nicklas Bendtner) هو لاعب كرة قدم دانماركي سابق ولد في 16 يناير، 1988 في كوبنهاغن، في الدانمارك. بدأ مسيرة الكروية عام 2002 كمهاجم مع نادي كوبنهاغن الدنماركي ولعب معهم لمدة عامين، ثم انتقل إلى نادي آرسنال في عام 2004، لكنه لم يكن يلعب بشكل أساسي حيث تمت إعارته مدة موسم واحد لنادي برمنغهام سيتي، وسجل لهم 11 هدف ليعود عام 2007 لنادي آرسنال بعد انتهاء مدة الإعارة.

## إحصائياته مع الدانمارك
(معدلة بتاريخ 6 فبراير 2008)
| المنتخب الوطني لكرة القدم | يورو   | يورو    | يورو | كأس العالم | كأس العالم | كأس العالم | مباريات تصفية | مباريات تصفية | مباريات تصفية | مباريات دولية ودية | مباريات دولية ودية | مباريات دولية ودية | المجموع | المجموع | المجموع |
| المنتخب الوطني لكرة القدم | الظهور | الأهداف | صنع  | الظهور     | الأهداف    | صنع        | الظهور        | الأهداف       | صنع           | الظهور             | الأهداف            | صنع                | الظهور  | الأهداف | صنع     |
| ------------------------- | ------ | ------- | ---- | ---------- | ---------- | ---------- | ------------- | ------------- | ------------- | ------------------ | ------------------ | ------------------ | ------- | ------- | ------- |
| الدانمارك                 | 0      | 0       | 0    | 0          | 0          | 0          | 9             | 2             | 4             | 6                  | 4                  | ?                  | 15      | 6       | ?       |

## الأهداف الدولية
| #  | التاريخ          | المكان                   | الخصم                             | النتيجة | المنافسة         |
| -- | ---------------- | ------------------------ | --------------------------------- | ------- | ---------------- |
| 1. | 16 أغسطس - 2006  | أودنسه، الدانمارك        | بولندا منتخب بولندا لكرة القدم    | 2–0     | مباريات ودية     |
| 2. | 1 سبتمبر - 2006  | كوبنهاغن، الدانمارك      | البرتغال                          | 4–2     | مباريات ودية     |
| 3. | 28 مارس - 2007   | دويسبورغ، ألمانيا        | ألمانيا                           | 1–0     | مباريات ودية     |
| 4. | 17 نوفمبر - 2007 | بلفاست، إيرلندا الشمالية | أيرلندا الشمالية إيرلندا الشمالية | 1–2     | تصفيات يورو 2008 |
| 5. | 21 نوفمبر - 2007 | كوبنهاغن، الدانمارك      | آيسلندا                           | 3–0     | تصفيات يورو 2008 |
| 6. | 26 مايو - 2012   | هامبورغ، ألمانيا         | البرازيل منتخب البرازيل           | 3-1     | مباراه وديه      |

## الإنجازات
- أفضل لاعب دانماركي تحت سن 17 سنة عام 2004.
- فاز بكأس الإمارات عام 2007.
- فاز بدورة أمستردام الدولية عامي 2007، 2005.
- أفضل موهبة دانماركية لعام 2007.

## وصلات خارجية
- نيكلاس بينتنر على موقع IMDb (الإنجليزية)
- نيكلاس بينتنر على موقع الاتحاد الدولي (مؤرشف)  (الإنجليزية)
- نيكلاس بينتنر على موقع الاتحاد الأوربي (الإنجليزية)
- نيكلاس بينتنر على موقع اتحاد النرويج (النرويجية)
- نيكلاس بينتنر على موقع إي إس بي إن إف سي (الإنجليزية)
- نيكلاس بينتنر على موقع قاعدة بيانات كرة القدم.إي يو (الإنجليزية)
- نيكلاس بينتنر على موقع ليكيب (الفرنسية)
- نيكلاس بينتنر على موقع ناشيونال فوتبول تيمز (الإنجليزية)
- نيكلاس بينتنر على موقع Soccerbase.com (لاعب) (الإنجليزية)
- نيكلاس بينتنر على موقع Soccerway.com (الإنجليزية)
- نيكلاس بينتنر على موقع عالم كرة القدم.نت (الإنجليزية)
- نبذة عن نيكلاس بيندتنر في موقع Arsenal.com